# Кристина (филм из 2022.)
Кристина је српски филм из 2022. године у режији Николе Спасића. Светску премијеру филм је имао 2022. године на фестивалу ФИД Марсеј у Француској и том приликом је добио награду за најбољи први филм. Филм је домаћу фестивалску премијеру имао на 28. Фестивалу ауторског филма 2022. године, у оквиру програма Храбри Балкан. Биоскопску премијеру филм је имао 21. септембра 2022. године у Areni Cineplexx у Новом Саду, којој је присуствовао и холивудски глумац Џон Севиџ.

## Радња
Кристина је играни филм инспирисан стварним животом жене која тумачи саму себе у филму. Кроз сензибилну и слојевиту причу, филм прати Кристину, трансродну особу и сексуалну радницу средњих година, док покушава да разуме своју прошлост и пронађе унутрашњи мир. У свакодневици испуњеној антиквитетима, езотеријским праксама и сеансама регресије, Кристина настоји да се избори са тугом, кривицом и усамљеношћу, које су остале након што је њена породица одбацила њену жељу да буде оно што јесте. Далеко од најближих, у Београду гради свој свет, нежан и крхак, али достојанствен. Сусрет с Марком, који прераста у платонску блискост, уноси трачак топлине и наду у могућност искреног односа. Кристина је тиха, али снажна филмска медитација о идентитету, самоћи и потреби за прихватањем и љубављу.

## Улоге
| Глумац                | Улога    |
| --------------------- | -------- |
| Кристина Милосављевић | Кристина |
| Марко Радишић         | Марко    |
| Јелена Галовић        | Јелена   |
| Звонимир Пуделка      | Звонко   |
| Гордана Ђурђевић      | Кустос   |
| Ливиа Банка           | Мариа    |
| Илија Башић           | Антиквар |